# Motorola MPx220

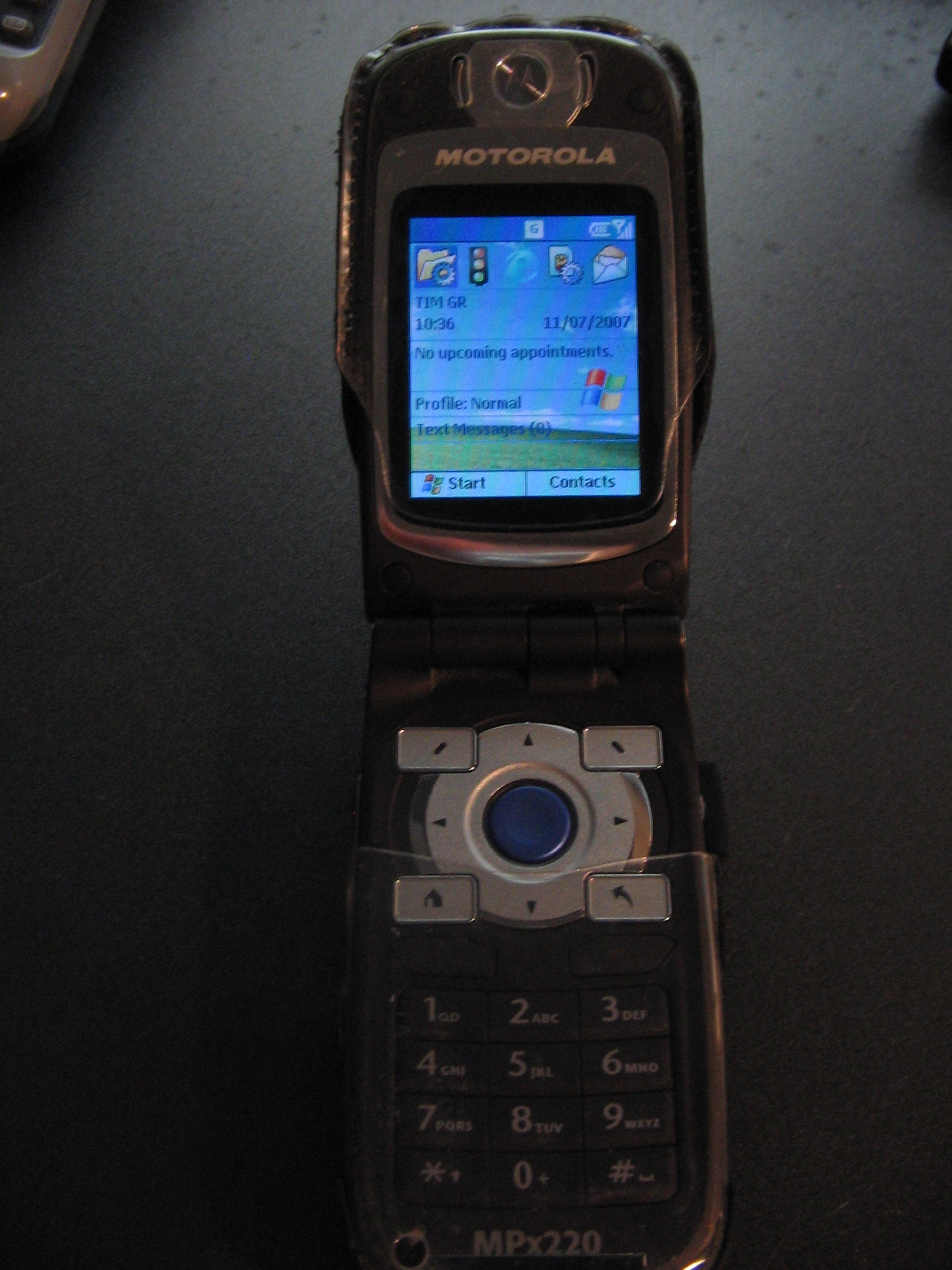
Motorola MPx220

Motorola MPx220 je mobilní telefon z dílny společnosti Motorola. Jedná se o Smartphone s operačním systémem Windows Mobile 2003 SE .
Má poměrně velkou vnitřní paměť a možnost rozšíření paměťovou kartou typu miniSD

## Parametry
- Podporované GSM sítě: 850 MHz, 900 MHz, 1800 MHz, 1900 MHz (Quad-band)
- Hmotnost: 110 g
- Rozměry: 100 × 48 × 47 mm
- Displej: 176 x 220 TFT aktivní, 65 536 barev (16 bitů) + externí 96 x 32 CSTN pasivní
- SAR: (na 10 g hmoty) ? W/kg
- Procesor: Texas Instruments OMAP 1611 ARMv4 200 MHz (Dual Core)
- Uživatelská paměť 32 MB
- paměťové karty miniSD
- Windows Mobile 2003 SE

## Datové přenosy
Pro datové přenosy využívá GPRS, má infračervený port a bluetooth, nemá EDGE.

## Média
Lze přehrát video i audio soubory pomocí vestavěného Windows Media Playeru, pro širší podporu souborů (např. *.avi, *.mpeg, *.ogg) je ale nainstalovat přehrávač jiný, např. freeware TCPMP
Telefon má integrovaný fotoaparát s rozlišením 1,23Mpx s přisvětlovací diodou.